# Alex McKenna
Alex McKenna (Los Angeles, 15 ottobre 1984) è un'attrice statunitense.

## Biografia
Nata da padre statunitense e madre di origini spagnole-italiane, Alex McKenna ha iniziato a recitare sin da bambina, con piccoli ruoli in film e serie televisive. È principalmente conosciuta per il ruolo di Amanda nel film horror Campfire Tales e per quello di Linda Ross nel serial Joey.
Nel 1998, viene nominata ai Young Artist Awards nella categoria "migliore performance in una serie televisiva commedia" per la sua interpretazione di Mickey Apple in You Wish.
Ha anche recitato in ruoli ricorrenti in popolari serie televisive come Malcolm In the Middle (Beth) e Boston Public (Melissa).
Nel 2001 ottiene il ruolo di Abby Macy nella serie Crossing Jordan della NBC. Alex McKenna interpreta in dodici episodi della serie il ruolo di una adolescente con problemi di dipendenza da eroina.
Dopo una pausa dal mondo della recitazione, nel 2009 è apparsa in The City of Lights al fianco della giovane attrice Madison Leisle, in cui interpreta il ruolo della protagonista Meg. Nel 2010 la McKenna ha inoltre recitato nel ruolo ricorrente di Cat in 90210.
Nel 2018 presta la voce a Sadie Adler, personaggio del videogioco Red Dead Redemption II.

## Doppiatrici italiane
Nelle versioni in italiano delle opere in cui ha recitato, Alex McKenna è stata doppiata da:
- Domitilla D'Amico in Campfire Tales - Racconti del terrore
- Daniela Abbruzzese in Due uomini e mezzo
- Maria Letizia Scifoni in Malcolm
- Monica Vulcano in Boston Public
- Emilia Costa in Vite parallele